# Langestraat (Brugge)

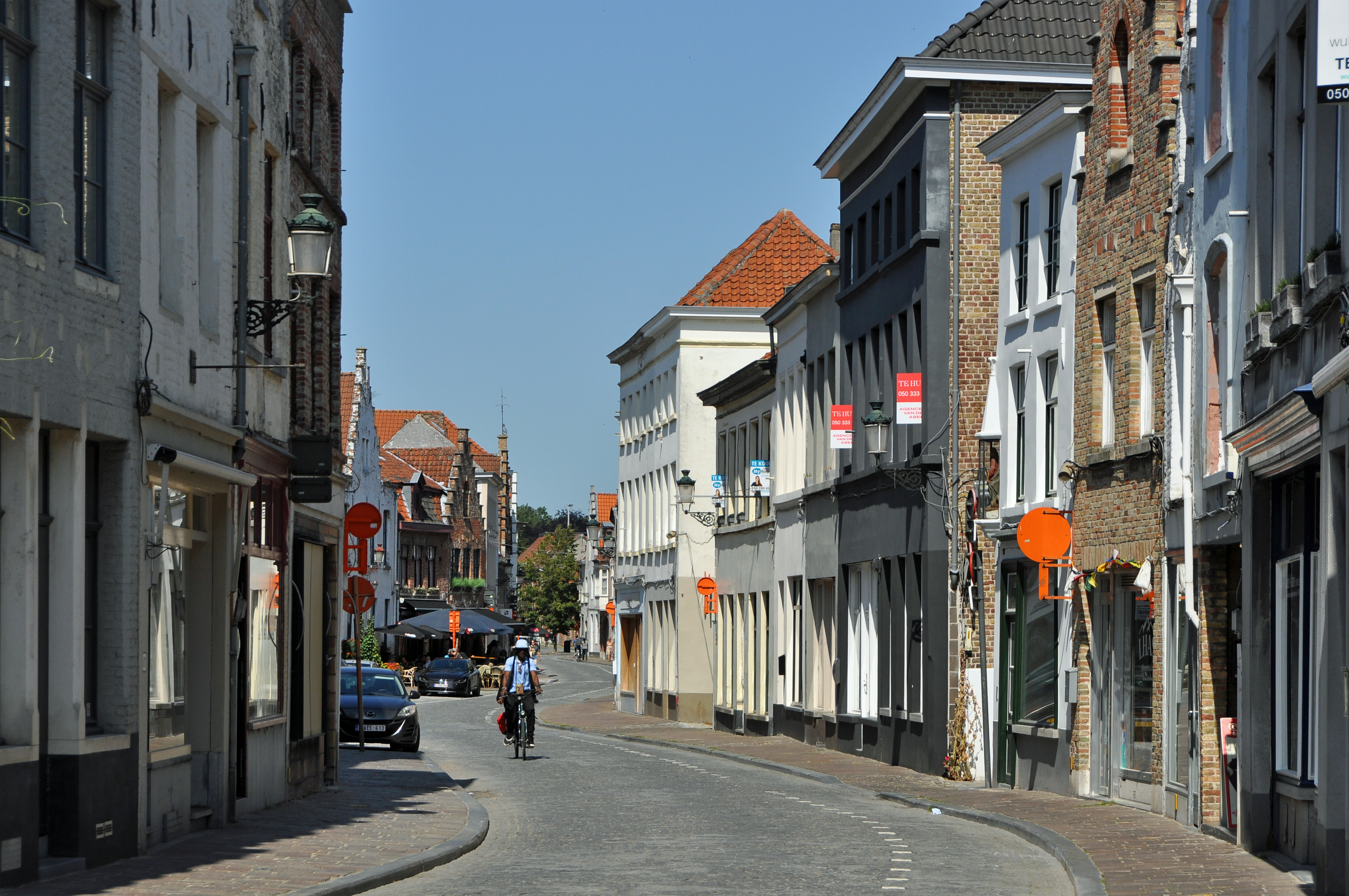
De Langestraat

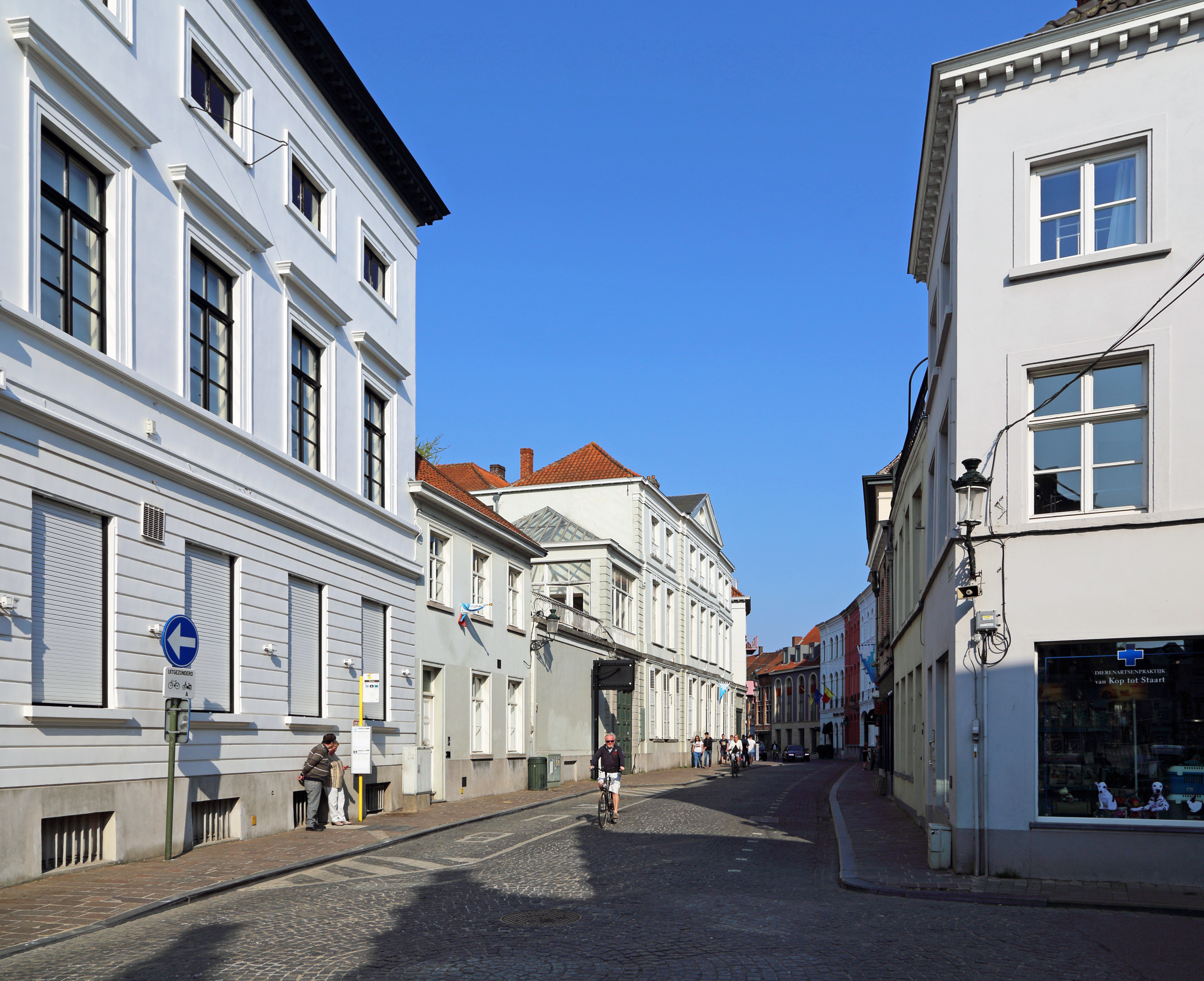
De Langestraat van west naar oost gezien, met rechts de Predikherenstraat

De Langestraat is een straat in Brugge.

## Beschrijving
Langestraat is een nogal vanzelfsprekende naam voor wat beschouwd werd als inderdaad een lange straat. Ze was een onderdeel van de aloude baan die van Oudenburg naar Aardenburg liep, dwars door Brugge. Wat vanaf de poort aan de Molenbrug, op het einde van de Hoogstraat, buiten de stadswallen lag, kreeg stilaan vanaf de 11de - 12de eeuw bebouwing, langs de enigszins kronkelende weg die naar Aardenburg voerde.
In 1297 was de nieuwe omwalling rond de stad klaar en de straat die toen van de oude poort naar de nieuwe Kruispoort leidde, werd voortaan de Langestraat genoemd. De naam lag voor de hand en was niet zeldzaam. Karel De Flou tekende een dertigtal Langestraten op in West-Vlaanderen.
De Langestraat loopt van de Hoogstraat tot aan de Kruispoort, met links de Kruisvest en rechts de Kazernevest. Talrijke zijstraten monden uit in de Langestraat.

## Voorname gebouwen

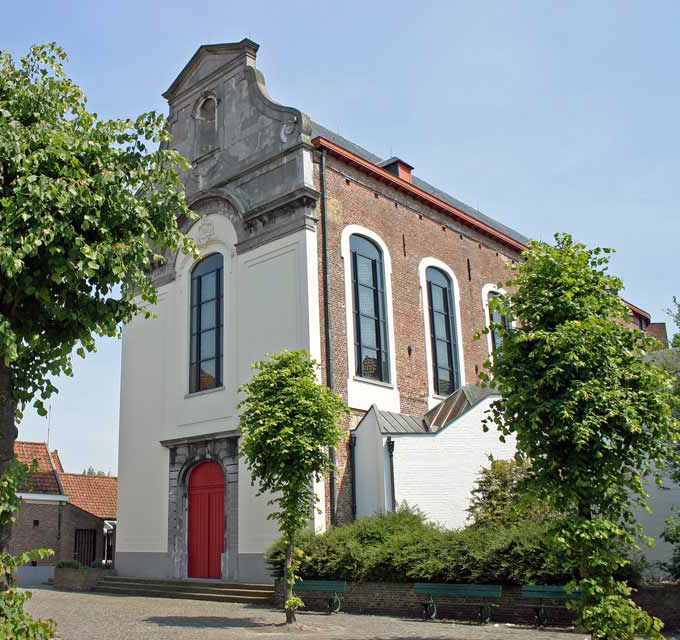
De kerk van de kartuizers heeft het gebruik als paardenstallen voor de aldaar gevestigde garnizoenen overleefd

De Langestraat telde twee belangrijke kloosters:
- het Predikherenklooster dat er gevestigd was vanaf 1234 tot op het einde van het ancien régime,
- het Kartuizerklooster, met de Sint-Brunokapel, dat er gevestigd was na de godsdiensttroebelen in de zestiende eeuw tot aan de afschaffing van het klooster in 1783 onder Jozef II.

Nog andere instellingen vestigden zich in de loop van de eeuwen in de Langestraat:
- het huis de Eiken Boom, refuge van de abdij van Maldegem, later van de jezuïeten,
- het godshuis Sint-Hubertus,
- het hospice Columma,
- een kleine nederzetting van begijnen,
- het pandhuis 'de Lombard'.

## Garnizoenstad
Vanaf het einde van de 18de eeuw tot het midden van de 20ste eeuw waren de Langestraat en de straten in de buurt in grote mate afhankelijk van de kazernes die er zich in het vroegere kartuizerklooster en -domein kwamen vestigen. Niet alleen namen de gebouwen van twee aanzienlijke kazernes ook een deel van de Langestraat in, maar heel wat handel floreerde in grote mate vanwege de aanwezige militairen. Dit was vooral waar voor wat betreft de drankgelegenheden.
In 1887 telde de Langestraat niet minder dan 54 cafés. In de zijstraten vond men er dan nog een aantal: 32 in de Vuldersstraat, 9 in de Essenboomstraat enz.

## Bekende bewoners
- Jules de Bie de Westvoorde
- Leon Janssens de Bisthoven
- Baudouin Janssens de Bisthoven
- Aquilin Janssens de Bisthoven
- Ides Janssens de Bisthoven
- Hendrik Brugmans
- Geert Van Hecke